# 阿尔弗雷多·德尔弗兰恰
阿尔弗雷多·德尔弗兰恰（義大利語：Alfredo Del Francia，1944年6月7日—2006年5月9日），意大利前男子击剑运动员。他曾代表意大利参加1968年和1972年夏季奥林匹克运动会击剑比赛，两届比赛均未能获得奖牌。